# 侏羅紀世界：殞落國度
《侏羅紀世界：殞落國度》是一部於2018年上映的美國科幻冒險電影。為2015年電影《侏羅紀世界》的續集，以及侏羅紀公園系列電影的第5部作品。該片由J·A·巴亞納執導，柯林·崔佛洛和德瑞克·康諾利撰寫劇本。演員包含克里斯·普瑞特、布萊絲·達拉斯·霍華、黃榮亮、傑夫·高布倫、陶比·瓊斯、瑞夫·史波、賈斯特·史密斯、丹妮雅·皮內達、泰德·拉文、潔洛汀·卓別林及詹姆斯·克倫威爾等人，貝倫·艾提恩薩、法蘭克·馬歇爾與派屈克·克勞利擔任製片人，而執行製片人一職將由崔佛洛和史蒂芬·史匹柏負責。電影於2017年2月至7月在英國和夏威夷拍攝。
《侏羅紀世界：殞落國度》於2018年6月8日在英國上映，並於2018年6月22日在美國上映。續集《侏羅紀世界：統霸天下》於2022年6月10日在美國上映。

## 劇情
侏羅紀世界失事閉園半年後，一夥僱傭兵來到棄置的努布拉島上，從潟湖中打撈出死於水下的帝王暴龍其中一塊骨骼樣本以獲得其DNA。過程中，隊伍受暴龍以及湖中的滄龍襲擊，但還是成功獲取樣本撤退；而滄龍藉由沒關的閘門逃入大海。三年後，島上休眠火山重新活躍而瀕臨爆發，使自由生存的恐龍再次面臨滅絕危機。美國參議院舉行聽證會裁決是否要拯救島上恐龍，而伊恩·馬康姆認為要讓恐龍伴隨著島嶼共同毀滅，由此糾正約翰·哈蒙德復活恐龍的過錯，因此表決結果為將不會做出行動。前樂園營運主管克萊兒·戴寧成立「恐龍保護團體」以拯救島上的恐龍，偶然受到傳喚而來到北加州的莊園，會見哈蒙德生前的搭檔班傑明·洛克伍德。洛克伍德的助手伊萊·米爾斯提議將所有恐龍移送至一座全新島嶼繼續生存，但需要克萊兒一起上島來幫忙登錄所有恐龍體內的追蹤系統。
由於島上僅存的迅猛龍「小藍」（Blue）最難捕獲，克萊兒說服將小藍養大的歐文·格雷迪一同回到島上，隨行的包括克萊兒的技術員富蘭克林·韋伯和古生物獸醫琪雅·羅德里奎茲。到達島上後，眾人跟著負責救援工作的傭兵肯·威特利到叢林深處尋找小藍，而歐文找到小藍並剛要接觸時，威特利馬上用鎮靜劑制伏歐文和小藍，但因小藍不慎中槍失血，威特利只好扔下歐文並將琪雅一起挾持走以治療牠。這時，島上火山開始爆發，歐文盡全力站起來後，找到一同被丟下的克萊兒和富蘭克林一路逃亡至海邊，趁傭兵不注意時開卡車搭上運輸船離島。除了部分有價值的恐龍被捕獲運走以外，剩餘留在島上的恐龍集體死在火山灰裡。船返回美國大陸途中，歐文、克萊兒和富蘭克林找到在帳篷裡治療小藍的琪雅，歐文和克萊兒被迫冒險抽取出暴龍的一部分血，為小藍進行緊急輸血才將牠救活。
在莊園裡，洛克伍德的外孫女梅西偷聽到米爾斯跟一位拍賣官岡納·艾佛索見面，跟著他們溜進莊園地下的實驗室，得知兩者計劃將所有捕獲的恐龍全數以高價賣到黑市上。他們也準備介紹一隻透過基因工程哺育出的全新肉食恐龍「帝王迅猛龍」（Indoraptor），其被亨利·吳用迅猛龍及帝王暴龍的DNA所設計；而亨利強調要留小藍活口以強化帝王迅猛龍。梅西將事情透漏給洛克伍德後，其本想勸說米爾斯去報警自首，卻被米爾斯用枕頭窒息殺害。梅西隨後從外公的日記本中找到一張他跟“車禍逝世”女兒的合照，發現自己其實是洛克伍德女兒的克隆人，此克隆實驗也終止他跟哈蒙德的合作關係。
運輸船抵達莊園附近的碼頭後開始將所有恐龍送入實驗室，隨後一個一個拍賣給來自世界各地的富豪們，琪雅和富蘭克林暗中溜走時，歐文和克萊兒不慎被發現而被關起來。然而，歐文通過指引關在旁邊的冥河龍打破墻壁後撞開籠子，兩人剛好找到梅西，其帶他們至拍賣場上方觀看首次面世的帝王迅猛龍。歐文誘使冥河龍跑進拍賣場橫衝直撞，大部分富豪都受驚落跑，威特利隨後回來拿賞金時，用鎮靜劑制伏帝王迅猛龍，本想拔下牠的一顆牙留作紀念，卻被不怕鎮靜劑的帝王迅猛龍當場咬斷手後吃掉。帝王迅猛龍直接逃出籠子，殺死艾佛索、幾位富豪以及大量保全，在莊園中追殺歐文、克萊兒和梅西。困在實驗室裡的琪雅和富蘭克林釋出小藍殺死衛兵，得以讓牠跑上樓一起對抗帝王迅猛龍，最後使牠從天窗掉下去被一塊阿古哈角龍頭骨上的角刺穿而死。
這時，實驗室發生爆炸導致內部的氰化氢氣體洩漏，即將毒死所有被關押的恐龍，克萊兒深知一旦釋放恐龍至世外將會造成不可挽回的地步而左右為難，但梅西認為這些恐龍和她一樣是“生命”而開啟閘門，讓牠們集體衝出莊園迎向自由。賊心不死的米爾斯剛準備帶走骨骼樣本，就被剛逃出來的暴龍與一隻食肉牛龍撕成兩半，骨骼樣本也被暴龍踩碎。歐文等人走出莊園後再次遇見小藍，而小藍拒絕跟歐文一起走後，跟其他的同類離開。之後，歐文和克萊兒將梅西收留，除了實驗室剩餘的胚胎被運走以外，所有倖存的恐龍開始從荒郊野外奔至人類社會。伊恩·馬康姆再次回到參議院聽證會上，表示這次事件已經開啟一個“新紀元”，而人類目前必須想辦法跟這些恐龍共存，不然未來將會讓恐龍取代他們並再次成為世界主宰。

## 演員
| 演員               | 角色            | 備註 |
| 克里斯·普瑞特      | 歐文·格雷迪     | 前美國海軍中尉兼動物行為學家，訓練過侏羅紀世界的迅猛龍群，樂園失事後就隱居起來，直到被克萊兒叫去拯救其他恐龍。 |
| 布萊絲·達拉斯·霍華 | 克萊兒·戴寧     | 侏羅紀世界的前營運主管，事件過後變成行動主義者，組成恐龍保護團體以拯救棄置於舊樂園島上的恐龍。                 |
| 瑞夫·史波          | 伊萊·米爾斯     | 班傑明·洛克伍德的助手，野心甚大，為金錢不擇手段，背著洛克伍德意圖走私並拍賣島上的恐龍以謀取龐大利益。          |
| 賈斯特·史密斯      | 富蘭克林·韋伯   | 侏羅紀世界的前技術員，為人神經質，如今加入恐龍保護團體，加入這次拯救行動。                                     |
| 丹妮拉·皮內達      | 琪雅·羅德里奎茲 | 研究古生物的獸醫，保護團體的一份子，加入這次拯救行動。                                                         |
| 詹姆斯·克倫威爾    | 班傑明·洛克伍德 | 約翰·哈蒙德的生前搭檔，但很久以前就跟哈蒙德分道揚鑣，研究領域為恐龍克隆技術。                                  |
| 陶比·瓊斯          | 岡納·艾佛索     | 知名拍賣官，與米爾斯合作，於洛克伍德莊園裡主持恐龍拍賣會。                                                     |
| 泰德·拉文          | 肯·威特利       | 受僱於米爾斯的菁英傭兵，負責指揮努布拉島的救援行動，喜歡摘取獵物牙齒作紀念。                                   |
| 黃榮亮             | 亨利·吳         | 遺傳學家，曾經身為兩個樂園的科研隊伍主力，這次幫米爾斯設計出全新的恐龍。                                       |
| 伊莎貝拉·瑟蒙      | 梅西·洛克伍德   | 班傑明的外孫女，聰明活潑的小女孩，實為班傑明過世女兒的“克隆人”。                                               |
| 潔洛汀·卓別林      | 愛蕊絲·卡羅     | 洛克伍德莊園女管家，守護著洛克伍德家的秘密。                                                                   |
| 傑夫·高布倫        | 伊恩·馬康姆     | 研究混沌理論的數學家，二十五年前侏羅紀公園事故的倖存者之一，兩次從恐龍災難死裡逃生後，一直想辦法抵制類似事件。 |

BBC著名記者兼女主播費麗帕·湯瑪士在片頭的BBC新聞中客串飾演她自己，播報關於努布拉島火山面臨爆發的詳情。而羅伯特·艾姆斯飾演片頭被暴龍追逐的傭兵兼技術員傑克（Jack）。

## 製作

### 選角
2016年10月，製作單位舉行了一場女孩角色的選角，一名9歲女孩獲得了角色。11月7日，據報導，陶比·瓊斯和瑞夫·史波正討論以未知角色加盟劇組的事宜。12月1日，據報導，賈斯特·史密斯簽約出演一名年輕科學家。瓊斯與史波也在同時證實已參演電影。2017年1月，指派丹妮雅·皮內達飾演未知的主要角色。隔月，泰德·拉文及詹姆士·克倫威爾雙雙以未知角色參演電影，而黃榮亮則確認回歸飾演吳·亨利博士。3月，貝耶納宣布，出演過他先前每一部電影作品的演員潔洛汀·卓別林已加盟劇組。4月25日，宣布《侏羅紀公園》及《侏羅紀公園：失落的世界》的演員傑夫·高布倫將回歸繼續飾演伊恩·馬康姆一角。

### 拍攝
攝影作業始於2017年2月23日，地點位在英格蘭斯勞的蘭利商務中心。多數拍攝於英國的松林工作室進行。製作地點還包含夏威夷，且該處將作為一個主要拍攝地點。劇組將在布雷肯比肯斯國家公園取景。一些電子動畫恐龍將用於製作該片。

## 發行
2017年6月22日，環球影業宣布，該片的官方片名定為《侏羅紀世界：殞落國度》（Jurassic World: Fallen Kingdom）。該片計劃於2018年6月22日在北美上映，並提前在2018年6月7日於英國發行。

### 票房
該片在全球票房收入超過12億美元，成為2018年票房收入最高的第三部電影，也是全球票房收入最高的第16部電影。北美方面，截至7月25日為止，收穫3.89億美元。
台灣方面，首日票房為新台幣3950萬元；首週五天票房為新台幣2.54億元；次週票房累計至新台幣4.4億元；第三週票房累計至新台幣5.41億元；第四週票房累計至新台幣5.84億元；第五週票房累計至新台幣6.04億元；最終全台票房為新台幣6.21億元。
中国大陆方面，最終票房為16.95億人民币。
| 上一届： 《超人特攻隊2》 | 2018年美國週末票房冠軍 第25-26週     | 下一届： 《蟻人與黃蜂女》      |
| 上一届： 《死侍2》       | 2018年台北週末票房冠軍 第23-25週     | 下一届： 《超人特攻隊2》       |
| 上一届： 《死侍2》       | 2018年香港週末票房冠軍 第23-26週     | 下一届： 《蟻俠2：黃蜂女現身》 |
| 上一届： 《超時空同居》  | 2018年中国內地一週票房冠军 第24-25週 | 下一届： 《動物世界》          |

### 評價
在美國，爛番茄根據433條評論，持有47%的新鮮度，平均得分5.4／10；網站共識寫道：「《侏羅紀世界：殞落國度》為暑假強檔大片的系列增添了另一套精彩的作品，儘管真正激動人心的時刻供不應求。」。在Metacritic上，電影獲得了51分。據CinemaScore調查，觀眾的評價在A+至F間落於「A-」。
在中國大陸，因为比其他地区更晚上映、和负面评论先在网上流传，因此导致了很多观众看了本作之后反而好评如潮，积极为本作“平反”，虽然也有少数批判本作的现象，但是本作的“腕龙等待被岩浆烧死、给暴龙抽血、小女孩放出恐龙”等等情节都引起了巨大的话题热度和讨论，甚至在豆瓣、知乎、百度貼吧等中國網站上引發了以正面的居多的討論。
在全球最晚上映的日本，多數網站和影評人則認為本作把『侏羅紀“公園”毀滅、真正進入侏羅紀“世界”』的世界觀定義為一次巨大的突破，比起前作更加符合電影標題、而非利用製造基因改造恐龍製造話題，而且前半段高潮迭起、情節緊湊又精彩的劇情然人大呼過癮，後半段的古堡情節是自第一部《侏儸紀公園》後再一次真正把電影拖入恐怖電影的範疇內，并且本作的4D和IMAX效果在日本受到广泛好评，认为超越前作。

## 續集
2018年2月，宣布《侏羅紀世界3》將於2021年6月11日上映。崔佛洛將回歸執導電影，並與艾蜜莉·卡邁克爾共同撰寫劇本，而崔佛洛也會與德瑞克·康諾利共同撰寫故事，馬歇爾和派屈克·克勞利回歸擔任製片人。此外，崔佛洛和史匹柏將擔任執行製片人。普瑞特和霍華將回歸飾演他們的角色。2019年9月，宣佈《侏羅紀公園》的主演山姆·尼爾、蘿拉·鄧恩和傑夫·高布倫將回歸飾演他們的角色。2020年10月，受2019冠狀病毒病疫情影響，電影延期至2022年6月10日在美國上映。

## 外部連結
- 互联网电影数据库（IMDb）上《侏羅紀世界：殞落國度》的资料（英文）
- 爛番茄上《侏羅紀世界：殞落國度》的資料（英文）
- Box Office Mojo上《侏羅紀世界：殞落國度》的資料（英文）
- AllMovie上《侏羅紀世界：殞落國度》的资料（英文）
- Metacritic上《侏羅紀世界：殞落國度》的資料（英文）
- 開眼電影網上《侏羅紀世界：殞落國度》的資料（繁體中文）
- 时光网上《侏羅紀世界：殞落國度》的資料（简体中文）
- 豆瓣电影上《侏羅紀世界：殞落國度》的資料 （简体中文）